# Hermione (nombre)
Hermione, también escrito Hermíone, Hermiona, Harmiona, Herminia o Herminie es un nombre propio femenino derivado del nombre del dios mensajero griego Hermes.

## Personas
- Hermione Baddeley (1906–1986), actriz inglesa
- Hermione Corfield (1993), actriz y modelo inglesa
- Hermione Gingold (1897–1987), actriz inglesa
- Hermione Norris (1967), actriz inglesa

## Personajes ficticios
- Hermione Bostock, personaje de P. G. Wodehouse
- Hermione Granger, una de las protagonistas de los libros y películas de Harry Potter
- Hermione Herman, hermana Pee-wee Herman
- Hermione Lodge, personaje de la serie Riverdale
- Hermione Montego, personaje de la serie Batman en el episodio "The Thirteenth Hat".
- Hermione Pennistone, personaje principal de la novela de 1932, Marriage of Hermione por Richmal Crompton
- Hermione Seymour, personaje de la novela Hermione, or the Orphan Sister de Charlotte Lennox
- Hermione, personaje de la novela Women in Love por D.H. Lawrence
- Hermione, personaje de la ópera Cadmus et Hermione de Jean-Baptiste Lully
- Hermione Morton, personaje de la serie Ripper Street
- Hermione de Borromeo, personaje en el anime Romeo x Juliet
- Tía Hermione, personaje en la serie The Durrells
- Hermión, homóloga de Watson en la serie de animación Sherlock Yak